# هيغلية

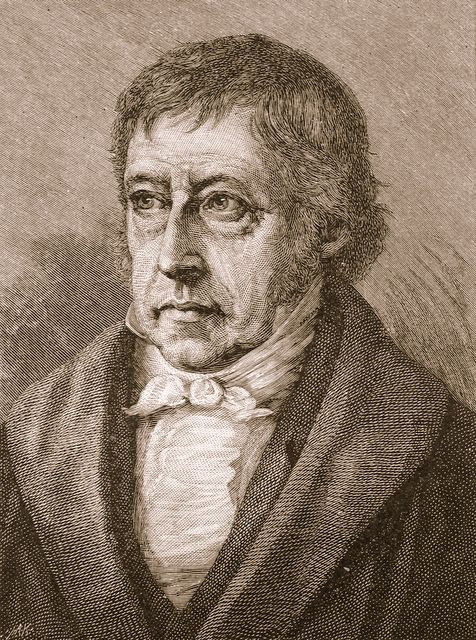

هيغلية (بالألمانية: Hegelianismus)‏ هو مصطلح جمعي لحركات فلسفية تتطورت عن أعمال الفيلسوف الألماني جورج هيغل. تُعتبر الهيغلية إستيفاء المدرسة المثالية الألمانية وأثرت على فلاسفة القرن التاسع عشر في ألمانيا وخارجها، وتتميز حالياً بمجموعة واسعة من المواقف الفلسفية، تنقسم حسب توجهات ممثليها إلى هيغلية يمينية وهيغلية يسارية.

## النهج
يتألّف نهج هيغل الفلسفي من التطوّر الثلاثي (التنمية) لكلّ مفهوم ولكلّ شيء. ومنه يعوّل هيغل على عدم تناقض الفلسفة مع التجربة، لكن من شأن التجربة إتاحة بيانات للفلسفيّة وهو ما يُعتبر التفسير الحقيقي في نهاية المطاف. على سبيل المثال، لمعرفة ماهية الحرّية يجب علينا تقبّل هذا المفهوم بالشكل الذي ندركه فيه منذ البداية - الفعل الجامح الوحشي الذي لا يشعر صاحبه بأي حاجة لقمع تفكير أو شعور أو ميل بالتصرّف.
في الخطوة التالية، نلاحظ بأن المتوحش قد تخلّى عن الحرية مقابل نقيضها؛ ضبط النفس، أو طغيان الحضارة والقانون كما يراه المتوحّش. وفي النهاية، نجد المرحلة الثالثة من التطوّر لدى المواطن الخاضع لسيادة القانون، ألا وهي الحرية بأسمى وأكمل صورها مقارنةً بالحرية التي يمتلكها الوحشي ـ إنها حرية الفعل والقول والتفكير بأمور كثيرة تفوق قوّة الوحشي. 
تُعد المرحلة الثانية من هذه العملية الثلاثية مرحلةً تدميريةً أو على الأقل ملغاة أو متعارضةً تمامًا مع المرحلة الأولى. أما المرحلة الثالثة فهي رجوع إلى المرحلة الأولى بصورةٍ أسمى وأصدق وأغنى وأكمل. وبالتالي، هذه هي المراحل الثلاث: 
- في حدّ ذاته.

- بعيدًا عن ذاته.

- في حد ذاته ولذاته.

تتعاقب هذه المراحل الثلاثة عبر عالم الفكر وعالم الكينونة بأكمله، وذلك من العملية الأكثر تجريدًا ومنطقيةً وصولًا إلى العملية الملموسة الأكثر تعقيدًا للعقل المنظّم، والحالات أو إنتاج النظم الفلسفية تباعًا. 

## مبدأ التطوّر
ينظر هيغل إلى المنطق على أنه ميتافيزيقي بالفعل، وبذلك علينا أن نتعامل مع عملية التطور المطبّقة واقعيًا بأكثر أشكاله تجريدًا. يرى هيغل أننا نتعامل من خلال المنطق مع المفاهيم التي انتُشلت من محتواها التجريبي؛ نحن نناقش العملية في الفراع إن جاز التعبير. وهكذا، وجد هيغل المفهوم المنطقي للكينونة مع بداية دراسته للواقع. 
والآن، يرى أرسطو أن مفهوم الكينونة بالنسبة إلى هيغل مفهوم متغيّر. إنه مفهوم ديناميكي بصفة أساسية لأنه يميل بطبيعته إلى الانتقال إلى لا شيء ثم العودة إلى ذاته في المفهوم الأعلى أو الصيرورة. يرى أرسطو بأنه متساويًا بالتأكيد، أو متطابقًا مع نفسه بالمعنى الآخر للكلمة، أي أن كل شيء باقٍ على ما هو عليه. لا ينكر هيغل هذا الأمر، إلا أنه يضيف بأنه من المؤكد أيضًا أن يجري الأمر بالاتجاه المعاكس ألا وهو اللا شيء، وأن كلا الاتجاهين متّحدين في مفهوم الصيرورة. 
على سبيل المثال، يرى أرسطو أن الحقيقة المحيطة بالطاولة هي أنها طاولة. أما هيغل فيرى بأن الحقيقة المهمّة أيضًا هي أن هذه الطاولة كانت شجرة و«ستصبح» رمادًا. يرى هيغل أن الحقيقة الكاملة هي أن الشجرة قد أصبحت طاولة وستصبح رمادًا. وبالتالي، تُعتبر الصيرورة بمثابة التعبير الأسمى عن الواقع بدلًا من الكينونة. إنها أيضًا التعبير الأسمى عن الفكر، لأننا من خلالها فقط نستطيع تحقيق المعرفة الكاملة لشيء ما، أي عندما نعرف ما كان عليه وما هو عليه وما سيكون عليه في كلمة واحدة، أي عندما ندرك تاريخ تطوره. 
وبنفس الطريقة التي يتطوّر فيها «الكينونة» و«اللاشيء» إلى مفهومهما الأسمى، يظهر كلّ من الحياة والعقل بمثابة المصطلحات الثالثة للعملية إذ يتطوّران إلى أشكال أسمى مما هما عليه. (رأى أرسطو أن «الكينونة» متفوّق على «الصيرورة» لأن كل الأشياء التي تخضع إلى الصيرورة هي أشياء غير مكتملة. وبالتالي، يرى أرسطو الله على أنه مثالي لأنه لا يتغير أبدًا ولأنه مكتمل إلى الأبد). لكن لا يسع المرء إلا أن يسأل عمّا يتطوّر وعمّا قد تطوّر؟
يجيب هيغل بأن الاسم يتغيّر في كل مرحلة. ففي الشكل الأدنى يُسمّى «الكينونة» وفي الشكل الأعلى بعض الشيء يُسمّى «الحياة»، أما في الشكل الأسمى فيُسمّى «العقل» فهو الشيء الوحيد الذي يبقى على حاله في هذه العملية. يمكننا أيضًا أن نطلق على هذه العملية اسم «الروح» أو «الفكرة». يمكننا أيضًا أن نطلق عليها اسم الله لأنه موجود دائمًا في كل فترة ثالثة من كل تطور ثلاثي. 

## تصنيف الفلسفات

### تقسيمات الفلسفة
يكشف لنا أول وأوسع اعتبار لعملية الروح أو الله أو الفكرة حقيقة أنه يجب دراسة الفكرة (1) في حد ذاتها؛ وهو موضوع المنطق أو الميتافيزيقيا، (2) بعيدًا عن ذاتها؛ أي ضمن نطاق الطبيعة وهو موضوع فلسفة الطبيعة، (3) ف حد ذاتها ولذاتها؛ كما هو العقل؛ وهو موضوع فلسفة العقل. 

### فلسفة الطبيعة
نتناول دراسة تطوّر الفكرة في النقطة التي تبتعد فيها عن ذاتها وتدخل في نطاق الطبيعة، وذلك عند تجاوز الاعتبارات المجرّدة إلى حد ما والتي يوضح من خلالها الفكرة في حدّ ذاتها خلال طوري الكينونة والصيرورة في كتابه «المنطق». تفقد الفكرة ذاتها في الطبيعة، وذلك لأنها خسرت وحدتها وانشقّت إلى وضعها السابق، أي إلى ألف قطعة. يبدو فقدان الفكرة لوحدتها واضح لأن الفكرة قد أخفت وحدتها بكل بساطة. 
تكشف الطبيعة عن نفسها وكأنها محاولات عديدة ناجحة للفكرة عند دراستها من وجهة نظر فلسفية، وبذلك تنبثق الفكرة من حالة الابتعاد عن ذاتها وتقدّم ذاتها إلينا كفكرة أفضل وأكمل وأغنى، أي كروح أو عقل. وبذلك يُعتبر العقل هدف الطبيعة، إضافةً إلى كونه حقيقة الطبيعة. يُدرك كل ما هو في الطبيعة بشكل أسمى في العقل المنبثق عن الطبيعة. 